# Rubus armeniacus
Rubus armeniacus
Espèce
Synonymes
- R. bifrons Vest
- R. procerus P. J. Müller ex Boulay
- R. discolor Weihe & Nees

Classification phylogénétique
Rubus armeniacus, la ronce d’Arménie, est une espèce de plantes à fleurs de la famille des Rosaceae. C'est une ronce originaire d'Arménie et du nord de l'Iran. Elle est aujourd'hui largement naturalisée dans le monde du fait de sa culture pour la récolte des mûres. 

## Classification et synonymes
La taxonomie de R. armeniacus n'est pas stabilisée. Cette espèce et certaines de ses congénères ont une morphologie variable, et les analyses génétiques ne sont pas disponibles pour toutes les régions où l'on retrouve R. armeniacus,. Voici quelques taxons utilisés pour désigner R. armeniacus,:
- Rubus discolor
- Rubus fruticosus L.
- Rubus grabowskii Weihe ex Gunther et al.
- Rubus macrostemon (Focke) Sampaio
- Rubus praecox Bertol.
- Rubus procerus auct. non P.J. Muell. ex Genev
- Rubus thyrsanthus (Focke) Foerster.
- Rubus ulmifolius Schott

## Description
R. armeniacus est un arbuste mesurant entre 1 et 5 m de hauteur. Ses tiges bisannuelles sont arquées, parfois rampantes. Elles sont vertes ou rougeâtres et portent de robustes épines mesurant de 4 à 10 mm. Les feuilles composées mesurent de 7 à 20 cm de long et portent 5 folioles. Les fleurs apparaissent à la fin du printemps ou au début de l'été. Elles sont organisées en panicule. Elles font environ 2,5 cm de diamètre, avec cinq pétales blancs ou rose pale. Les fruits sont des polydrupes de 1 à 2 cm de diamètre, de couleur noire à pourpre foncé.

## Écologie
La ronce d'Arménie possède des racines vivaces à partir desquelles se développent des tiges bisannuelles. La première année, des tiges primaires croissent pour atteindre leur hauteur maximale, sans produire de fleurs. La deuxième année, des tiges secondaires se développent à partir des tiges primaires, produisent des fleurs et des fruits, puis meurent à la fin de la saison.

### Répartition
R. armeniacus est originaire de la région eurasienne du Caucase. Contrairement à ce que son vernaculaire anglophone (Himalayan blackberry) laisse croire, il n'y a aucune preuve que cette plante soit indigène à la région de l'Himalaya. L'espèce a été introduite en Allemagne autour de 1835 pour la culture de ses fruits. Plus tard au 19e siècle, la ronce d'Arménie a été délibérément introduite en Amérique de Nord et du Sud, en Australie, en Nouvelle-Zélande et en Afrique du Sud. Dans toutes ces régions, elle s'est échappée de culture et est devenue naturalisée. R. armeniacus est donc présent sur tous les continents, à l'exception de l'Antarctique.

### Habitat
La ronce d'Arménie croît dans un large éventail d'élévation, où les précipitations annuelles sont d'environ 750 mm. Cette espèce affectionne les milieux ouverts, comme les flancs de colline, les bordures de forêts, les ravins, et les berges de cours d'eau. Elle se développe rapidement dans les milieux perturbés comme les bordures de routes, certains parcs et les lignes de pylônes électriques.

### Reproduction
La ronce d'Arménie se reproduit de façon asexuée, par reproduction végétative et par apomixie. Les fleurs sont principalement pollinisées par les abeilles et les bourdons. La pollinisation est nécessaire au développement des graines, mais ne contribue pas à la fertilisation de l'embryon. En effet, les graines contiennent seulement le matériel génétique d'origine maternelle.
Les graines sont produites en grand nombre. Une seule tige peut porter 720 fruits pouvant contenir jusqu'à 80 graines. De nombreux animaux, tels les oiseaux, les cerfs, les rongeurs et les ours, se nourrissent des fruits de la ronce d'Arménie et participent à sa dispersion. Les graines sont aussi dispersées par les cours d'eau.
Chez R. armeniacus, la reproduction végétative est très vigoureuse. En fait, les bosquets sont essentiellement le résultat de la reproduction végétative à la suite de la germination d'une graine(DiTomaso 2010). Les tiges primaires, dans leur première année, peuvent former des racines au contact du sol.
R. armeniacus peut s'hybrider avec R. ursinus pour engendrer une des graines viables par apomixie et fécondation.

### Espèce envahissante
R. armeniacus est considéré comme une espèce envahissante dans plusieurs régions où elle a été introduite, comme en Colombie-Britannique, la côte ouest des États-Unis et en Europe,.
La ronce d'Arménie forme des bosquets denses qui peuvent étouffer les plantes indigènes en les privant de lumière et d'eau,. De plus, la colonisation par des espèces indigènes est inhibée. Bien que les fruits de R. armeniacus soient consommés par certains oiseaux, la diversité de ces derniers tend à être plus basse dans les sous-bois dominés par ces ronces que dans ceux où dominent les espèces indigènes.

## Galerie

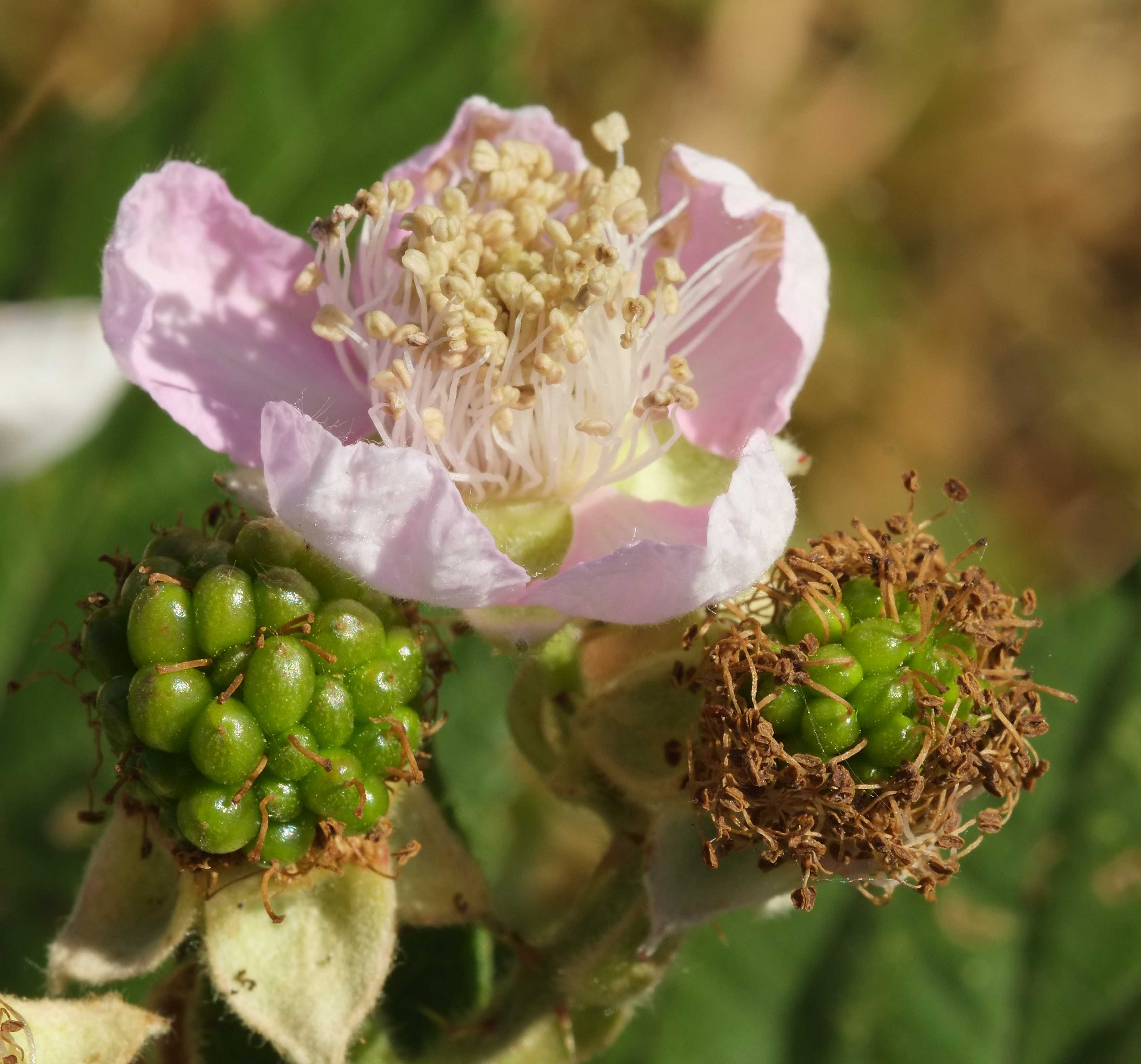
Fleur avec deux fruits immatures.
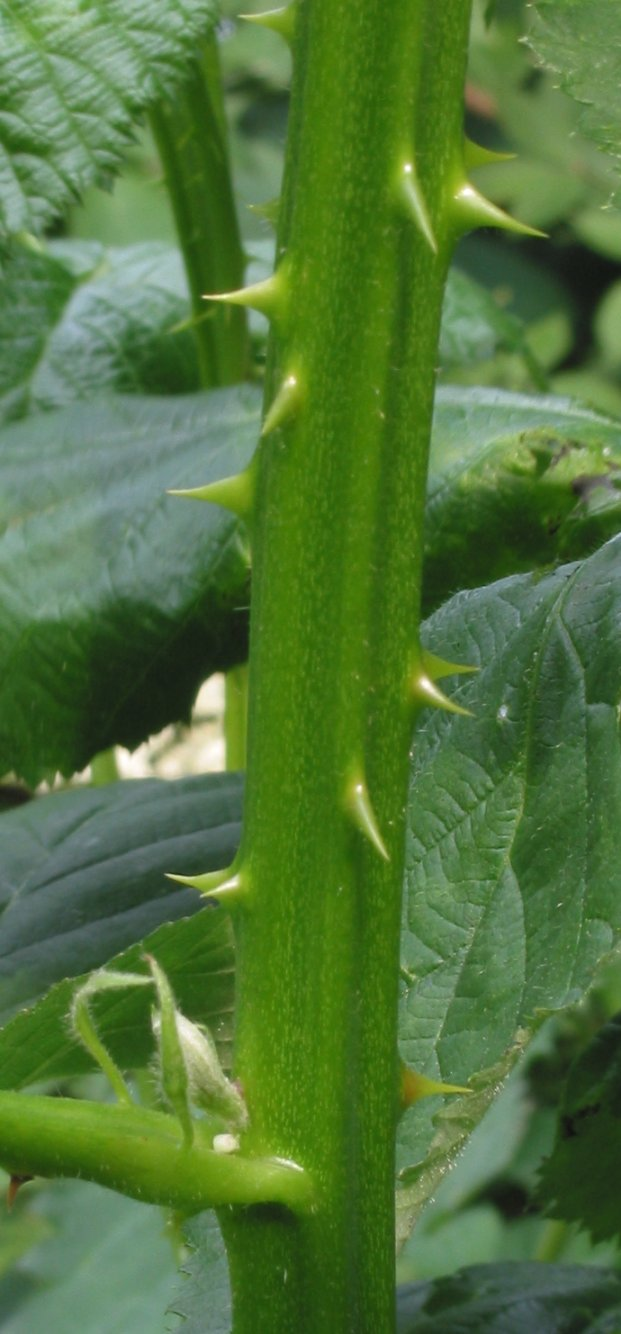
Garnie d'épines robustes, la tige peut être verte...
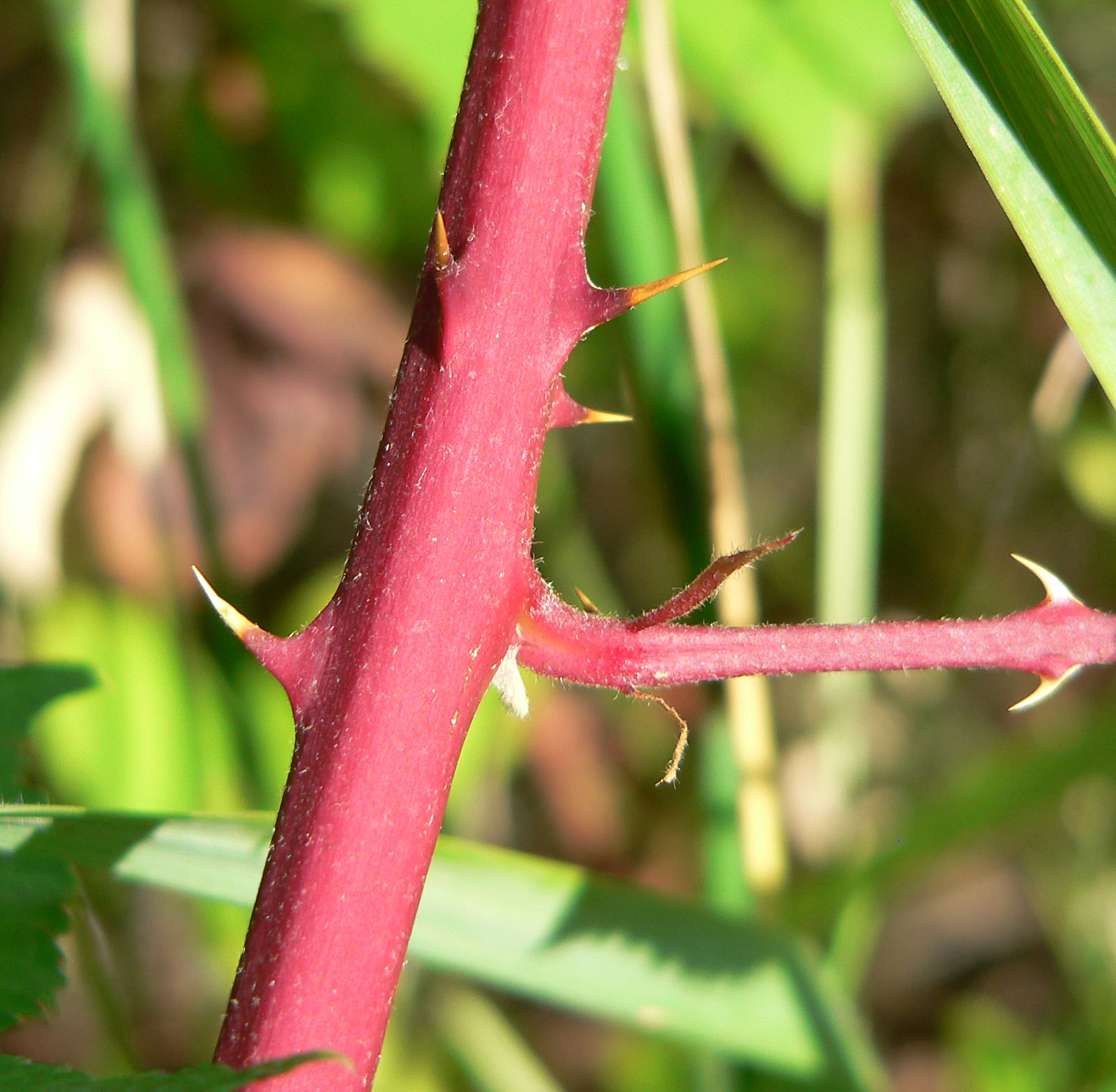
...ou rougeâtre.
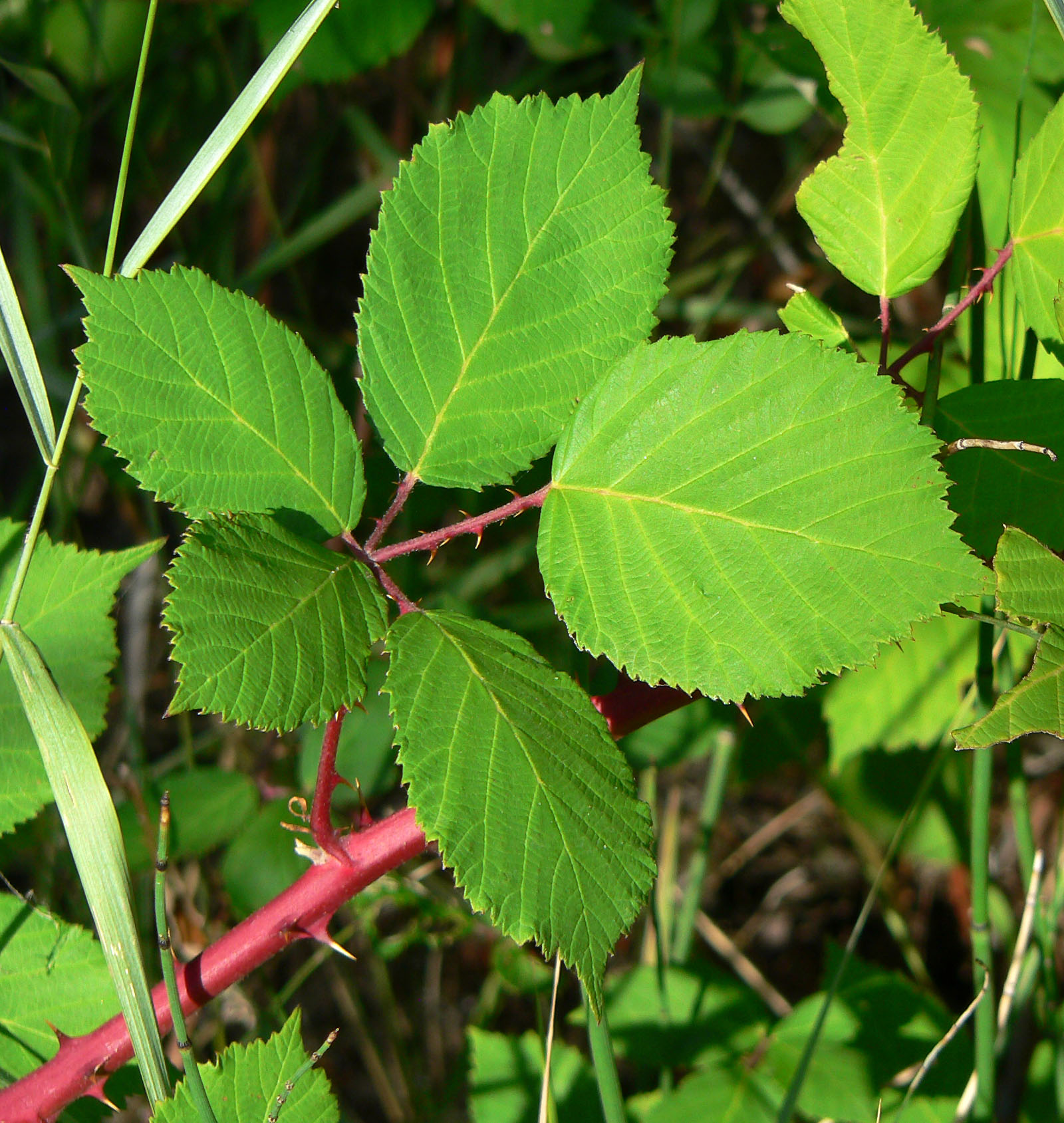
Feuille.